# Морини, Франческо
Франческо Морини (итал. Francesco Morini; 12 августа 1944, Сан-Джулиано-Терме, Тоскана — 31 августа 2021, Форте-дей-Марми, Тоскана) — итальянский футболист, защитник. Известен по выступлениям за клубы «Сампдория» и «Ювентус», а также национальную сборную Италии. Пятикратный чемпион Италии, обладатель Кубка Италии и Кубка УЕФА.

## Карьера

#### Клубная
В профессиональном футболе дебютировал в 1963 году за команду «Сампдория», в которой провёл шесть сезонов, приняв участие в 161 матче чемпионата. Большинство времени, проведённого в составе «Сампдории», был основным игроком защиты команды.
Своей игрой привлёк внимание представителей тренерского штаба «Ювентуса», к составу которого присоединился в 1969 году. Сыграл за «старую синьору» следующие одиннадцать сезонов своей игровой карьеры. Играя в составе «Ювентуса», также выходил на поле в основном составе команды. За это время пять раз завоевывал титул чемпиона Италии, становился обладателем Кубка Италии и Кубка УЕФА.
Завершил профессиональную игровую карьеру в канадском клубе «Торонто Близзард», за который выступал в 1980 году.

#### Международная
В 1973 году дебютировал в официальных матчах в составе национальной сборной Италии. В составе сборной провёл 11 матчей. Сыграл на чемпионате мира 1974 года в ФРГ.

## Достижения
- Чемпион Италии (5):
  - Ювентус: 1971/72, 1972/73, 1974/75, 1976/77, 1977/78
- Обладатель Кубка Италии:
  - Ювентус: 1978/79
- Обладатель Кубка  УЕФА:
  - Ювентус: 1976/77